# キュクノス
キュクノス（古希: Κύκνος, Cycnus）は、ギリシア神話の登場人物。「白鳥」が名前の由来。複数の人物がいるが、その多くが最終的に白鳥に変身する。

## コロナイの王
このキュクノスはトローイアの南方に位置する町コロナイの王で、ポセイドーンの息子。一説によると、彼の母カリュケーはキュクノスを浜辺に捨てたが、彼は漁師に助けられ、上に白鳥が飛んでいたのでそれに因んでキュクノスと名づけた。また、彼は女の子のような白い肌と美しい髪を持っていたため、そう名づけたという。
後にキュクノスはトローイア王ラーオメドーンの娘（もしくはラーオメドーンの息子のクリュティオスの娘）のプロクレイアを妻とした。彼女との間に、テネースとヘーミテアーという二人の子供をもうけた。テネースはアポローンの息子とも言われる。プロクレイアが死ぬと、キュクノスは、トラガソスの娘のピロノメーと結婚した。ピロノメーはプロクレイアの息子テネースの美貌を見ると恋に落ち、彼に言い寄った。だが拒絶されたので、ピロノメーはエウモルポスという笛吹きを証人として、夫に、テネースに犯されそうになったと嘘をついた。それを聞いたキュクノスはテネースとヘーミテアーを箱に閉じ込め、海に流した。しかしその後キュクノスは真実を知り、ピロノメーを生き埋めにし、笛吹きは石で打って殺した。彼の息子テネースがテネドスで王となっていることを知ると、和解を求め船で赴いたが、テネースはその船の錨綱を切った。
その後トロイア戦争でキュクノスはトローイア勢に協力し勇敢に戦い、オウィディウスよると1000人を殺したという。アカイア勢の英雄であるプローテシラーオスを殺したとも言われるが、プローテシラーオスの葬儀の際にアカイア勢を攻撃したとも言われる。ポセイドーンの息子であったので、剣や槍の攻撃を受け付けなかった。しかしアキレウスに首を絞められて死んだ。その時ポセイドーンは彼の身体を白鳥に変えたという。

### 系図
| トラガソス | トラガソス | トラガソス | トラガソス | トラガソス | トラガソス |  |  |            |            |            |            |            |            |  |  | ラーオメドーン | ラーオメドーン | ラーオメドーン | ラーオメドーン | ラーオメドーン | ラーオメドーン |  |  |  |  |  |  |  |  |  |  |  |  |  |  |  |  |
| トラガソス | トラガソス | トラガソス | トラガソス | トラガソス | トラガソス |  |  |            |            |            |            |            |            |  |  | ラーオメドーン | ラーオメドーン | ラーオメドーン | ラーオメドーン | ラーオメドーン | ラーオメドーン |  |  |  |  |  |  |  |  |  |  |  |  |  |  |  |  |
| ピロノメー | ピロノメー | ピロノメー | ピロノメー | ピロノメー | ピロノメー |  |  | キュクノス | キュクノス | キュクノス | キュクノス | キュクノス | キュクノス |  |  | プロクレイア   | プロクレイア   | プロクレイア   | プロクレイア   | プロクレイア   | プロクレイア   |  |  |  |  |  |  |  |  |  |  |  |  |  |  |  |  |
| ピロノメー | ピロノメー | ピロノメー | ピロノメー | ピロノメー | ピロノメー |  |  | キュクノス | キュクノス | キュクノス | キュクノス | キュクノス | キュクノス |  |  | プロクレイア   | プロクレイア   | プロクレイア   | プロクレイア   | プロクレイア   | プロクレイア   |  |  |  |  |  |  |  |  |  |  |  |  |  |  |  |  |
|            |            |            |            |            |            |  |  |            |            |            |            |            |            |  |  |                |                |                |                |                |                |  |  |  |  |  |  |  |  |  |  |  |  |  |  |  |  |
|            |            |            |            |            |            |  |  |            |            |            |            |            |            |  |  |                |                |                |                |                |                |  |  |  |  |  |  |  |  |  |  |  |  |  |  |  |  |
|            |            |            |            |            |            |  |  | テネース   | テネース   | テネース   | テネース   | テネース   | テネース   |  |  | ヘーミテアー   | ヘーミテアー   | ヘーミテアー   | ヘーミテアー   | ヘーミテアー   | ヘーミテアー   |  |  |  |  |  |  |  |  |  |  |  |  |  |  |  |  |

## パエトーンの友人
このキュクノスはイタリア北西部のリグリアの王ステネロスの息子で、パエトーンの親しい友人もしくは愛人。オウィディウスによると、パエトーンの母方の遠い親戚であったという。パエトーンが太陽神ヘーリオスの車駕を操れずに墜落して死ぬと、エーリダノス川のほとりに座して彼の死を嘆いた。悲しみを和らげるため、神々は彼の姿を白鳥に変えた。その後もパエトーンの死の記憶は残り、太陽の熱を避けているのだという。ヴェルギリウスによると、キュクノスはパエトーンの死を老齢になるまで悲しみ続け、白髪は白鳥の羽に変わったという。パウサニアスによると、彼は音楽に長けていたため、死後アポローンによって白鳥に変えられた。そしてはくちょう座になった。

## アポローンの息子
このキュクノスはアポローンとヒュリエー（もしくはテュリエー）の息子。ヒュリエーはアムピノモスの娘である。彼はプレウローンとカリュドーンの間にある地に住み、狩猟をして暮らしていた。彼は神の如く美形だったので、多くの若者たちが魅了され、彼の注意を惹きつけようとしていた。だが彼は思い上がり、その若者たちを蔑ろにする態度をとったので、彼のもとから人々は離れた。それでも、ピューリオスだけは彼のことを深く愛していたので、彼への思いは尽きなかった。だがキュクノスは彼の献身にも心を動かされず、むしろ邪魔に思っていたので、3つの難題をピューリオスに課した。
第一の難題は、隣地を脅かしているライオンを素手で仕留めることであった。ピューリオスは大量の食料とワインを自分の腹に入れると、ライオンがしばしば現れる場所でそれを吐き出した。獣はそれを食べたので酒に酔い、その隙にピューリオスは自らの服を用いライオンを倒した。
第二の難題は、同じく隣地を脅かし、人間を喰らったという二匹の巨大なハゲワシを再び素手で仕留めることであった。彼がどうやって課題をやり遂げようか思案していたところ、ふいにワシが獲物のウサギを地面に落としてしまった。ピューリオスはそのウサギの血を身体に塗りたくり、死体を装い地面に伏した。するとワシたちは彼をついばみに来たので、その脚を捕らえ、キュクノスのもとに持っていった。
最期の難題は、雄牛を素手で捕まえ、ゼウスの祭壇に捧げることであった。この仕事を達成する方法が思い浮かばなかったので、彼はヘーラクレースに助けを願った。そうしているうちに、二匹の雄牛は雌牛をめぐって争い、地に倒れたので、一匹の足をつかんで祭壇まで運んだ。この時ヘーラクレースは、ピューリオスにもうこれ以上キュクノスの言うことを聞かぬことを薦めたので、彼はそうすることにした。キュクノスがこのことを知ると恥辱を感じたので、コノペーと呼ばれる湖に身を投げて自殺した。キュクノスの母ヒュリエーも後を追って同じく死んだ。そしてアポローンは二人を白鳥に変え、そこは白鳥の湖として知られるようになった。ピューリオスも死後その近くに埋葬されたという。